# Kristen Ashburn
Kristen Ashburn est une photojournaliste et photographe documentaire américaine, née en 1973 à King of Prussia, en Pennsylvanie. 
Elle est connue pour son travail sur le Sida pour lequel elle a reçu de nombreuses récompenses dont le prix World Press Photo et le prix Canon de la femme photojournaliste.
Elle a produit en 2007 les photos du documentaire de Madonna sur les orphelins du Malawi, I Am Because We Are, dont elle a tiré un livre en 2009.
Membre de l’agence Contact Press Images, elle est basée à New York, aux États-Unis.

## Biographie

### Jeunesse et études
Kristen Ashburn est née en 1973 à King of Prussia, près de Philadelphie en Pennsylvanie.
Elle étudie la photographie au Rochester Institute of Photography puis à la Tisch School of the Arts de l'université de New York. 
Engagée dans l'humanitaire, elle part à cinq reprises en Roumanie pour faire du bénévolat auprès d'orphelins atteints de troubles neurologiques, hébergés dans les institutions publiques. Elle commence à photographier la vie de ces enfants dont les droits sont bafoués, pour révéler au monde la réalité de ces orphelinats.
En 1997, elle crée la section américaine du Romanian Challenge Appeal, dont elle devient la première présidente.

### Carrière professionnelle
Kristen Ashburn rejoint l’agence Contact Press Images en 2001 et commence à couvrir la pandémie de sida en Afrique australe. Son travail la mène jusque dans les prisons russes où la tuberculose est l'une des principales causes de décès des personnes atteintes du VIH. Elle reçoit en 2003 le troisième prix World Press Photo. Elle est lauréate en 2004 du prix Canon de la Femme photojournaliste au festival Visa pour l’image de Perpignan qui expose ses photos sur Le sida et la foi au Zimbabwe l’année suivante. 
En 2005, sa photo d’un jeune Palestinien tué par un sniper de l'armée israélienne, alors qu'il regardait par la fenêtre de sa chambre lui vaut le premier prix World Press Photo dans la catégorie People in the News. 
En 2007, elle travaille avec Madonna, produisant les photos de son documentaire sur les orphelins du Malawi malades du Sida, I Am Because We Are. Elle publie ses images en 2009 dans un livre éponyme, préfacé par la chanteuse.
Kristen Ashburn est également membre de l’association Through the Eyes of Children : The Rwanda Project qui enseigne la photographie aux orphelins rwandais du génocide de 1994.  

## Filmographie
- Bloodline : Aids and Family, Mediastorm, 29 novembre 2006[8]

## Distinctions
- 2003 : troisième prix World Press Photo
- 2004 : prix Canon de la Femme photojournaliste, festival Visa pour l’image à Perpignan[9]
- 2005 : premier prix World Press Photo
- 2006 : bourse Getty image
- 2007 : prix John Faber du Overseas Press Club of America[10]
- 2007 : nommée aux Emmy Award

## Expositions majeures
- 2005 : Le sida et la foi au Zimbabwe, festival Visa pour l’image à Perpignan[4]